# 夢幻世界遊樂園

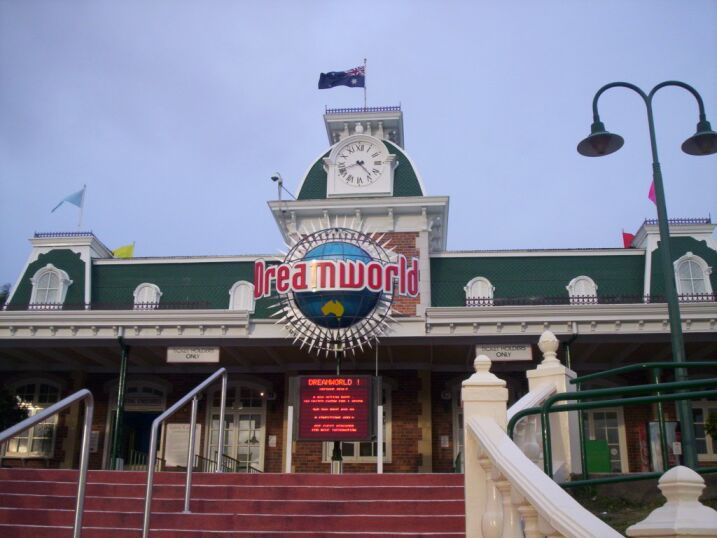
夢幻世界遊樂園入口（約攝於2005年至2006年）

夢幻世界遊樂園（英語：Dreamworld）是位於澳大利亞昆士蘭州黃金海岸的遊樂園，也是現在全澳最大的主題公園。

## 歷史
1974年，约翰·朗赫斯特购买了85公顷（210英亩）的土地在太平洋高速公路旁边，把他的主题公园梦想化為現實。朗赫斯特花了两年，每天工作12小时，请來一些曾在迪士尼乐园和華特迪士尼世界工作的设计师，没有花费任何费用。建築工程集合了澳大利亚建筑师，以模仿當時澳大利亚先锋建筑設計。

## 外部連結
- 官方网站
- 维基共享资源上的相關多媒體資源：夢幻世界遊樂園